# Chaplains Tableland
Das Chaplains Tableland ist ein hoch gelegenes Tafelland im ostantarktischen Viktorialand. In der Royal Society Range liegt es unmittelbar nördlich des Mount Lister.
Das Advisory Committee on Antarctic Names benannte es 1963 zu Ehren der Kaplane, die in Antarktika hauptsächlich auf der McMurdo-Station tätig waren, von der aus das Tafelland gut einsehbar ist.